# Шаршенов, Бактыбек Чынгышбаевич
Шаршенов Бактыбек Чынгышбаевич (31.3.1967, Кыргызская Республика, с. Кош-тюбе) — Заслуженный мастер спорта России, Заслуженный тренер России, тренер-преподаватель высшей категории, победитель и призёр чемпионатов мира, Европы, России по спортивной радиопеленгации. Выступает за Ханты-Мансийский автономный округ.

## Награды и звания
- Медаль «За отличие в военной службе» III степени
- Значок Министра РФ по связи и информации «Почётный радист»
- Знак Федерального агентства по физической культуре и спорту «Отличник физической культуры и спорта»
- Почётное спортивное звание «Заслуженный мастер спорта России».
- Медаль ЦС РОСТО (ДОСААФ) «Первый трижды Герой Советского Союза А. И. Покрышкин»
- Ветеран труда
- Юбилейная медаль «85 лет ДОСААФ России»
- Почётный знак «За заслуги в развитии физической культуры и спорта»
- Почётное спортивное звание «Заслуженный тренер России»

- Участник Эстафеты Олимпийского огня «Сочи-2014»
- Почётная грамота администрации города Нижневартовска
- Почётная грамота комитета по молодёжной политике Ханты-Мансийского автономного округа-Югры
- Почётная грамота Губернатора Ханты-Мансийского автономного округа -Югры
- Почётная грамота Министерства образования и науки Российской Федерации
- Благодарность председателя ДОСААФ России
- Грамота от президента Российской Федерации за значительный вклад в подготовку и проведение XXII Олимпийских зимних игр и XI Паралимпийских зимних игр 2014 года в городе Сочи
- Юбилейная медаль «25 лет Союзу Радиолюбителей России»
- Благодарственное письмо директора департамента образования администрации города Нижневартовска
- Благодарность главы города Нижневартовска
- Почётная грамота председателя Тюменской областной Думы